# 1962-es labdarúgó-világbajnokság-selejtező (UEFA - 7. csoport)
Négy csapat mérkőzött meg ebben a csoportban; oda-vissza mérkőzéseken, a csoportgyőztes jutott ki a hetedik labdarúgó-világbajnokságra.

## Csapat eredmények

### Olaszország
Szövetségi kapitány:  Giovanni Ferrari
| Poszt | Név                 | Születési idő        | Mérkőzésszám | Gól | Játékidő percben | Sub off | Sub on | ISR | ISR | Klub        |
| ----- | ------------------- | -------------------- | ------------ | --- | ---------------- | ------- | ------ | --- | --- | ----------- |
| FW    | José Altafini       | 1938. augusztus 24.  | 2            | 1   | 180              | 0       | 0      | 90  | 90  | AC Milan    |
| FW    | Antonio Angelillo   | 1937. szeptember 5.  | 1            | 1   | 90               | 0       | 0      | -   | 90  | A.S. Roma   |
| DF    | Bruno Bolchi        | 1940. február 21.    | 2            | 0   | 180              | 0       | 0      | 90  | 90  | Inter Milán |
| GK    | Lorenzo Buffon      | 1929. december 19.   | 2            | 0   | 180              | 0       | 0      | 90  | 90  | Inter Milan |
| MF    | Mario Corso         | 1941. augusztus 25.  | 2            | 3   | 180              | 0       | 0      | 90  | 90  | Inter Milan |
| MF    | Francisco Lojacono  | 1935. december 11.   | 1            | 1   | 90               | 0       | 0      | 90  | -   | A.S. Roma   |
| DF    | Giacomo Losi        | 1935. szeptember 10. | 2            | 0   | 180              | 0       | 0      | 90  | 90  | A.S. Roma   |
| DF    | Cesare Maldini      | 1932. február 5.     | 2            | 0   | 180              | 0       | 0      | 90  | 90  | AC Milan    |
| MF    | Bruno Mora          | 1937. március 29.    | 2            | 0   | 180              | 0       | 0      | 90  | 90  | Juventus FC |
| DF    | Enzo Robotti        | 1935. június 13.     | 2            | 0   | 180              | 0       | 0      | 90  | 90  | Fiorentina  |
| FW    | Omar Sivori         | 1935. október 2.     | 2            | 4   | 180              | 0       | 0      | 90  | 90  | Juventus FC |
| MF    | Giovanni Trapattoni | 1939. március 17.    | 2            | 0   | 180              | 0       | 0      | 90  | 90  | AC Milan    |

### Izrael
Szövetségi kapitány:  Mándi Gyula
| Poszt | Név                  | Születési idő      | Mérkőzésszám | Gól | Játékidő percben | Sub off | Sub on | CYP | CYP | Etiópia | Etiópia | ITA | ITA | Klub               |
| ----- | -------------------- | ------------------ | ------------ | --- | ---------------- | ------- | ------ | --- | --- | ------- | ------- | --- | --- | ------------------ |
|       | Aharon Amar          | 1937               | 3            | 0   | 270              | 0       | 0      | 90  | 90  | 90      | -       | -   | -   |                    |
|       | Mordechai Benbinisti |                    | 6            | 0   | 540              | 0       | 0      | 90  | 90  | 90      | 90      | 90  | 90  |                    |
| FW    | Yehoshua Glazer      | 1927. december 29. | 2            | 3   | 180              | 0       | 0      | -   | -   | 90      | 90      | -   | -   |                    |
|       | Yosef Goldstein      |                    | 3            | 0   | 270              | 0       | 0      | -   | 90  | 90      | 90      | -   | -   |                    |
|       | Yaacov Grundman      |                    | 1            | 0   | 90               | 0       | 0      | -   | -   | -       | -       | 90  | -   |                    |
| GK    | Ya'akov Hodorov      | 1927. június 16.   | 2            | 0   | 180              | 0       | 0      | -   | -   | -       | -       | 90  | 90  | Hapoel Tel Aviv FC |
|       | Boaz Kofman          |                    | 1            | 1   | 90               | 0       | 0      | 90  | -   | -       | -       | -   | -   |                    |
| FW    | Shlomo Levi          |                    | 4            | 3   | 360              | 0       | 0      | 90  | 90  | 90      | 90      | -   | -   | Hapoel Haifa FC    |
|       | Amatsia Levkovich    |                    | 6            | 0   | 540              | 0       | 0      | 90  | 90  | 90      | 90      | 90  | 90  |                    |
|       | Avraham Menchel      |                    | 5            | 0   | 450              | 0       | 0      | 90  | 90  | -       | 90      | 90  | 90  |                    |
|       | Zvi Muisescu         |                    | 2            | 0   | 180              | 0       | 0      | 90  | 90  | -       | -       | -   | -   |                    |
|       | Shlomo Nahari        |                    | 3            | 1   | 270              | 0       | 0      | -   | 90  | 90      | -       | 90  | -   |                    |
|       | Shalom Peterburg     |                    | 1            | 0   | 90               | 0       | 0      | -   | -   | -       | -       | -   | 90  |                    |
| FW    | Zecharia Ratzabi     |                    | 3            | 0   | 270              | 0       | 0      | 90  | -   | -       | -       | 90  | 90  | Hapoel Petah Tikva |
| FW    | Dani Shmulevich-Rom  | 1940. november 29. | 4            | 0   | 360              | 0       | 0      | -   | 90  | 90      | 90      | -   | 90  | Maccabi Haifa FC   |
| FW    | Nahum Stelmach       | 1936. július 19.   | 5            | 4   | 450              | 0       | 0      | 90  | 90  | 90      | -       | 90  | 90  | Hapoel Petah Tikva |
|       | Zvi Tendler          |                    | 2            | 0   | 180              | 0       | 0      | -   | -   | -       | -       | 90  | 90  |                    |
|       | Gidon Tish           |                    | 5            | 0   | 450              | 0       | 0      | 90  | -   | 90      | 90      | 90  | 90  |                    |
| GK    | Yaacov Visoker       |                    | 4            | 0   | 360              | 0       | 0      | 90  | 90  | 90      | 90      | -   | -   |                    |
|       | Uri Weinberg         |                    | 1            | 0   | 90               | 0       | 0      | -   | -   | -       | 90      | -   | -   |                    |
|       | Reuven Young         |                    | 3            | 1   | 270              | 0       | 0      | -   | -   | -       | 90      | 90  | 90  |                    |

### Etiópia
Szövetségi kapitány:  Slavko Milošević
| Poszt | Név                   | Születési idő | Mérkőzésszám | Gól | Játékidő percben | Sub off | Sub on | ISR | ISR | Klub |
| ----- | --------------------- | ------------- | ------------ | --- | ---------------- | ------- | ------ | --- | --- | ---- |
| DF    | Mekouria Kebede Asfaw |               | 2            | 0   | 180              | 0       | 0      | 90  | 90  |      |
| DF    | Berhe Asmelash        |               | 2            | 0   | 180              | 0       | 0      | 90  | 90  |      |
| DF    | Mohamed Awad          |               | 2            | 0   | 180              | 0       | 0      | 90  | 90  |      |
| GK    | Mikael Gila           |               | 2            | 0   | 180              | 0       | 0      | 90  | 90  |      |
| DF    | Araya Kiflom          |               | 2            | 3   | 180              | 0       | 0      | 90  | 90  |      |
| FW    | Kebede Metaferia      |               | 2            | 1   | 180              | 0       | 0      | 90  | 90  |      |
| FW    | Abde Selassie Netsere |               | 2            | 0   | 180              | 0       | 0      | 90  | 90  |      |
| MF    | Mekouria Tadesse      |               | 2            | 0   | 180              | 0       | 0      | 90  | 90  |      |
| MF    | Gebre Medhin Tesfaye  |               | 2            | 0   | 180              | 0       | 0      | 90  | 90  |      |
| MF    | Luciano Vassalo       |               | 2            | 1   | 180              | 0       | 0      | 90  | 90  |      |
| FW    | Mengistu Worku        |               | 2            | 0   | 180              | 0       | 0      | 90  | 90  |      |

### Ciprus
Szövetségi kapitány:  Argyrios Gavalas
| Poszt | Név                 | Születési idő | Mérkőzésszám | Gól | Játékidő percben | Sub off | Sub on | ISR | ISR | Klub                  |
| ----- | ------------------- | ------------- | ------------ | --- | ---------------- | ------- | ------ | --- | --- | --------------------- |
| DF    | Pambos Charalambous |               | 2            | 0   | 180              | 0       | 0      | 90  | 90  | Anórthoszi Ammohósztu |
|       | Vasos Demetriadis   |               | 2            | 0   | 180              | 0       | 0      | 90  | 90  | Nea Salamina          |
| GK    | Nicos Eleftheriadis |               | 2            | 0   | 180              | 0       | 0      | 90  | 90  | Omonia Nicosia        |
|       | Antonis Kkaras      |               | 2            | 0   | 180              | 0       | 0      | 90  | 90  | Anórthoszi Ammohósztu |
| MF    | Panicos Kristallis  |               | 2            | 0   | 180              | 0       | 0      | 90  | 90  | Apollon Limassol      |
| DF    | Militis             |               | 2            | 0   | 180              | 0       | 0      | 90  | 90  | Pezoporikos Larnaca   |
| FW    | Andreas Pakkos      |               | 2            | 0   | 180              | 0       | 0      | 90  | 90  | Omonia Nicosia        |
| DF    | Costas Panayiotou   |               | 2            | 0   | 180              | 0       | 0      | 90  | 90  | Omonia Nicosia        |
| MF    | Michalis Shialis    |               | 2            | 2   | 180              | 0       | 0      | 90  | 90  | Anórthoszi Ammohósztu |
| FW    | Panayiotis Tselepis |               | 1            | 0   | 90               | 0       | 0      | 90  | -   | Omonia Nicosia        |
|       | Yiannos             |               | 1            | 0   | 90               | 0       | 0      | -   | 90  | AEL Limassol          |
|       | Demetris Zangilos   |               | 2            | 0   | 180              | 0       | 0      | 90  | 90  | Anórthoszi Ammohósztu |

1. ↑  Románia visszalépett